# Bang Rak
Bang Rak (Thai: บางรัก) is een van de vijftig districten (khet) van Bangkok, de hoofdstad van Thailand. Het telt (anno 2003) ruim 60.000 inwoners en is een van de kleinste districten. Bang Rak heeft een oppervlakte van 5,54 km². Aangelegen districten zijn Pathum Wan, Sathorn, Khlong San en Samphanthawong.

## Geschiedenis
Over de naamgeving van het district bestaan twee verschillende theorieën. De ene theorie beweert dat de originele naam van Bang Rak in het Thai geschreven werd als บางรักษ์, wat "dorp van de genezing" betekent. Deze naam, voortkomend uit het feit dat er in het gebied een bekend ziekenhuis stond, werd net als บางรัก geprononceerd als Bang Rak. De Thaise spelling veranderde langzamerhand in de huidige vorm waardoor de naam Bang Rak iets anders ging betekenen: "dorp van de liefde". De tweede theorie, verteld door de geleerde Phya Anuman Rajadhon, houdt in dat Rak refereert aan een waterplant die veel voorkwam in een bepaald kanaal in het district.
Omdat Bang Rak "dorp van de liefde" betekent, laten veel Thai hun huwelijk registreren in dit district, zeker op Valentijnsdag.

## Bezienswaardigheden
Silom is een district van Bang Rak en een modern en commercieel gebied. Langs de gelijknamige straat staan enkele wolkenkrabbers, waaronder de State Tower. Deze toren heeft het grootste oppervlakte van heel Zuidoost-Azië. Op de Baiyoke Tower II na is het het hoogste gebouw van Thailand. In Silom is er 's avonds veel activiteit, zowel met avondmarkten als de seksbranche.
Aan de westzijde van het district ligt de Chao Phraya. Langs de oever liggen enkele luxueuze hotels, waaronder het vijfsterrenhotel Oriental. Niet ver van deze hotels verwijderd ligt het bekende Wat Hua Lamphong (วัดหัวลำโพง), gelegen aan de Rama IV Road en Wat Maha Phruettharam (วัดมหาพฤฒาราม). Deze tempels zijn de enige twee van betekenis in Bang Rak van boeddhistische aard. Wat Sri Maha Mariamman is een hindoeïstische tempel en de bekendste in zijn soort in Thailand. De kathedraal in Bangkok is de belangrijkste rooms-katholieke kerk van Thailand. Deze kerk was het resultaat van een verzoek van Vader Pascal in 1809, een Fransman. In 1821 werd het bouwwerk voltooid onder toekijkend oog van een Franse architect, tijdens de regeerperiode van Rama II. Op dit moment ligt de Franse ambassade op minder dan 100 meter van de kerk af.

## Indeling
Het district is opgedeeld in vijf subdistricten (Khwaeng).
- Maha Phruettharam (มหาพฤฒาราม)
- Si Lom (สีลม)
- Suriyawong (สุริยวงศ์)
- Bang Rak (บางรัก)
- Si Phraya (สี่พระยา)